# François Le Brun
François Le Brun est un prêtre français, député du clergé aux États généraux de 1789, décédé le 26 février 1796 à Lyons-la-Forêt.

## Biographie
Entré dans les ordres, il est successivement vicaire de la paroisse de Saint-Louis en l'Isle à Paris puis curé de Lyons-la-Forêt.
Le 24 avril 1789, le bailliage de Rouen l'envoie comme député du clergé aux États généraux. Le Brun n'y joue qu'un rôle très effacé.

## Sources
- Adolphe Robert et Gaston Cougny, Dictionnaire des parlementaires français de 1789 à 1889.

- Ressource relative à la vie publique :   - Base Sycomore